# Sanne Wohlenberg
Sanne Wohlenberg (auch: Sanne Craddick, * 9. August 1968 in Wolfsburg) ist eine im Vereinigten Königreich lebende, deutsche Film- und Fernsehproduzentin.

## Leben
Sanne Wohlenberg wurde 1968 in Wolfsburg als Tochter eines aus Hamburg stammenden VW-Mitarbeiters geboren. Während ihres Studiums in Hamburg habe sie "auf der Reeperbahn die Backstage-Bar in den Docks geschmissen", bevor sie 1992 mit einem englischen Freund nach London gezogen ist.
Sie firmiert manchmal unter Sanne Craddick, produzierte renommierte TV-Serien wie Kommissar Wallander mit Kenneth Branagh oder Doctor Who. Ihr erster Film war 2001 Men only mit Martin Freeman.

## Produktionen (Auswahl)
- Murphy’s Law
- Messiah: The Promise
- Lucky Jim (2003)[5]
- Funland
- The Whistleblowers (Film)
- Doctor Who (TV-Serie, 3 Folgen)[6]
- Mad Dogs (TV-Serie)
- Kommissar Wallander (TV-Serie, 9 Folgen, 2010–2015)[7]:
  - 2010: Kommissar Wallander: Mörder ohne Gesicht
  - 2010: Kommissar Wallander: Der Mann, der lächelte
  - 2010: Kommissar Wallander: Die fünfte Frau
  - 2012: Kommissar Wallander: Ein Mord im Herbst
  - 2012: Kommissar Wallander: Hunde von Riga
  - 2012: Kommissar Wallander: Vor dem Frost
  - 2015: Kommissar Wallander: Die weiße Löwin
  - 2015: Kommissar Wallander: Lektionen der Liebe
  - 2015: Kommissar Wallander: Der Feind im Schatten
- Vikings (TV-Serie)
- Black Mirror (TV-Serie)
- Chernobyl (TV-Serie)[8]
- Andor (Star Wars Spin-off).[2]

## Auszeichnungen
2006 BAFTA-Nominierung für die beste Dramaserie